# Bunuri mobile din domeniul artă decorativă clasate în patrimoniul cultural național al României aflate în județul Vaslui
Acestă listă conține bunurile mobile din domeniul artă decorativă clasate în Patrimoniul cultural național al României aflate la momentul clasării în județul Vaslui.

## Tezaur
| Foto | Informații generale                         | Detalii tehnice                                                                                          | Descriere | Deținător                      | Legături |
| ---- | ------------------------------------------- | --- | --- | ------------------------------ | -------- |
|      | Platou decorativ                            | Datare: Sec. XVIII Școală: Atelier hispano-maur Material: Argilă; modelare, smălțuire, pictat, metalizat | Platou cu fundal puternic înălțat; pictat pe ambele fețe; în interior motive decorative pictate și motive vegetale adâncite în pastă; la exterior motive florale și geometrice pictate, concativitatea pictată sub formă de floare; cu aspect metalizat.                                                                                            | Muzeul „Vasile Pârvan”, Bârlad | Cimec    |
|      | Tavă                                        | Datare: Sec. XVIII Școală: Atelier hispano-maur Material: Argilă; modelare, pictat, metalizat            | Platou din argilă decorat cu motive vegetale, pasăre în repaus, având corpul înfășurat cu un motiv în rețea; fond galben, motivele în nuanțe de maro; pictată și pe spate; aspect metalizat. | Muzeul „Vasile Pârvan”, Bârlad | Cimec    |
|      | Piuliță Autor: Veler, Georgius              | Datare: 1965 Școală: Atelier transilvănean Material: Bronz; turnat, cizelat                              | Piuliță din bronz cu motiv vegetal cordiform, așezat în bandă continuă, două torți; datată pe brâul de sub buză 1965, semnătura sub buză Georgius Veler. | Muzeul „Vasile Pârvan”, Bârlad | Cimec    |
|      | Verdure                                     | Datare: Sec. XVII;2/2 Școală: Atelier Audenarde Material: lână policromă                                 | | Muzeul „Vasile Pârvan”, Bârlad | Cimec    |
|      | Uciderea pruncilor                          | Datare: Sec. XVII-XVIII Școală: Atelier francez Material: lână policromă                                 | | Muzeul „Vasile Pârvan”, Bârlad | Cimec    |
|      | Pocal                                       | Datare: A doua jumătate a sec. XVII-lea Școală: Atelier transilvănean Material: argint                   | Sub aspectul formei, echilibrul și modularea părților componente îi conferă pocalului o noblețe și o grație specifice Renașterii; repertoriul decorativ foarte bogat (ghirlande, cornul abundenței, putto, putto-altant, păsări, ove, scoici etc), începând cu a doua jumătate a sec. al XVII-lea, devine preferat și în argintăria transilvăneană. | Muzeul „Vasile Pârvan”, Bârlad | Cimec    |
|      | Cană Autor: Meldt, Lucas; Gockesck, Johanes | Datare: 1763 Școală: Atelier Brașov Material: cositor                                                    | Pe toartă, monograma L M a meșterului Lukas Meldt și stema Brașovului, pe capac, monograma I G a meșterului care a realizat cana, Johanes Gockesch, pe corpul cănii stema breslei țesătorilor brașoveni și anul 1763. | Muzeul „Vasile Pârvan”, Bârlad | Cimec    |

## Fond
| Foto | Informații generale | Detalii tehnice | Descriere | Deținător                      | Legături |
| ---- | ------------------- | --- | --- | ------------------------------ | -------- |
|      | Ibric               | Datare: Sec. XVIII-XIX Școală: Atelier islamic Material: Aramă; turnat, ciocănit, cizelat, gravat                                                   | Ibric cu toarta și ciocul de turnare, decorat cu versete din Coran; motive decorative: vegetale, geometrice, florale. | Muzeul „Vasile Pârvan”, Bârlad | Cimec    |
|      | Vas cu suport       | Datare: Sec. XIX Școală: Atelier chinezesc Material: Porțelan, modelat, smălțuit, pictat, bronz, turnat, gravat, cizelat                            | Vas cu suport metalic decorat cu patru figuri de învătați și patru texte cu caractere chinezești. Porțelanul realizat în China, suportul și montura sunt europene. | Muzeul „Vasile Pârvan”, Bârlad | Cimec    |
|      | Placă decorativă    | Datare: Sec. XVIII-XIX Școală: Delft Material: Argilă, modelat; pictat sub glazură camaicu albastru                                                 | Placă decorativă din argilă decorată cu un vas cu pânze pe apă, motive geometrice la colțuri. | Muzeul „Vasile Pârvan”, Bârlad | Cimec    |
|      | Placă decorativă    | Datare: Sec. XVIII-XIX Școală: Delft Material: Argilă, modelat; pictat sub glazură camaicu albastru                                                 | Placă decorativă din argilă, decorată cu călăreț în armură medievală, motive geometrice la colțuri. | Muzeul „Vasile Pârvan”, Bârlad | Cimec    |
|      | Cană cu capac       | Datare: 1899 Școală: Műnchen Material: Gresie; modelatǎ; glazurǎ pictatǎ; cositor; turnat;                                                          | Cană cu capac din gresie, blazon, deasupra inscripții; München, 1899; cu capac (cositor, turnat) la sarnierǎ cǎlugǎr. | Muzeul „Vasile Pârvan”, Bârlad | Cimec    |
|      | Cană cu capac       | Datare: Sec. XIX Școală: Atelier Sarreguemines Material: Faianțǎ, cositor; modelare; smǎlțuire; pictare; turnare                                    | Cană cu capac din faianțǎ pictatǎ policrom, motive florale și vrejuri; capac din cositor cu buton la sarnierǎ. | Muzeul „Vasile Pârvan”, Bârlad | Cimec    |
|      | Birou               | Datare: Sec. XVIII-XIX Școală: Atelier spaniol Material: Faianțǎ; modelare                                                                          | Piesă de birou din faianță. La partea superioarǎ o concavitate gri, în mijloc litera S, fondul ușor cu cracluri. | Muzeul „Vasile Pârvan”, Bârlad | Cimec    |
|      | Birou               | Datare: Sec. XVIII-XIX Școală: Atelier olandez Material: Faianțǎ; modelare; smǎlțuire; pictat; camaieu albastru                                     | Piesǎ de birou decorată pe lateral brâuri meandrice și geometrice; picior ușor deteriorat. | Muzeul „Vasile Pârvan”, Bârlad | Cimec    |
|      | Călimară            | Datare: Sec. XVIII-XIX Școală: Atelier spaniol Material: Faianțǎ; modelare, smǎlțuire, pictare policromă                                            | Călimară de formǎ triunghiularǎ decorată cu motive vegetale și geometrice, central mult în relief, cartuș cu mascǎ, pe toate cele trei fețe; la partea superioarǎ trei alveole adânci smǎlțuite și cracluri. | Muzeul „Vasile Pârvan”, Bârlad | Cimec    |
|      | Sfeșnic             | Datare: Sec. XVIII-XIX Școală: Atelier chinezesc Material: Ceramicǎ; modelare, smǎlțuire, pictat camaieu albastru, bronz, turnat, cizelat, gravat   | Sfeșnic decorat cu câinele FO. Monturǎ europeanǎ din bronz pe douǎ registre; la baza câinelui douǎ capete de țapi; registrul inferior, patru copite așezate pe picioare rotunde. | Muzeul „Vasile Pârvan”, Bârlad | Cimec    |
|      | Vază                | Datare: Sec. XIX Școală: Atelier chinezesc Material: Porțelan, modelat, smǎlțuire, pictat policrom                                                  | Tulipieră cu corpul modulat și cinci orificii; motivul dragonului în mișcare; motiv floral, vrejuri cu frunze. | Muzeul „Vasile Pârvan”, Bârlad | Cimec    |
|      | Vază                | Datare: Sec. XVIII-XIX Școală: Atelier chinezesc Material: Porțelan, modelat, smǎlțuire, pictat camaieu albastru                                    | Tulipieră cu corpul modulat și cinci orificii; motiv central dragon în mișcare; motive florale și vegetale, buzǎ în formǎ de bulb. | Muzeul „Vasile Pârvan”, Bârlad | Cimec    |
|      | Vază                | Datare: Sec. XVIII-XIX Școală: Atelier chinezesc Material: Porțelan, modelat, smǎlțuire, pictat camaieu                                             | Tulipieră cu corpul modulat și cinci orificii; picturǎ ușor în relief, motiv central dragon în mișcare; motive florale și vegetale, buzǎ în formǎ de bulb. | Muzeul „Vasile Pârvan”, Bârlad | Cimec    |
|      | Platou decorativ    | Datare: Sec. XIX Școală: Atelier arab Material: Aramǎ și argint damaschinat                                                                         | Vas platou decorativ cu motive decorative florale, vegetale, meandrice și versete în scriere arabǎ. | Muzeul „Vasile Pârvan”, Bârlad | Cimec    |
|      | Călimară            | Datare: Sec. XVIII-XIX Școală: Atelier balcanic Material: Bronz; turnat; email; policrom; cizelat; gravat                                           | Călimară din bronz cu corpul bombat, emailat; partea superioarǎ de formǎ octogonalǎ, având pe margini un motiv zimțat, gravat; capacul este de formǎ rotundǎ, butonul de prindere aplicat, realizat din douǎ mici cercuri tangente cu laturile meandrice din care coboarǎ un dispozitiv cu rol de blocare a capacului, tot în formǎ de meandru; talpa de formǎ octogonalǎ decoratǎ prin gravare cu un motiv zimțat. | Muzeul „Vasile Pârvan”, Bârlad | Cimec    |
|      | Ceșcuță             | Datare: Sec. XVIII-XIX Școală: Atelier turcesc Material: Argilǎ; modelatǎ, smǎlțuire, vernis, lustruitǎ, parțial aurit                              | Ceșcuță din argilǎ, modelare, smǎlțuire, vernis, lustruire, culoare neagrǎ, parțial aurit, motive în coadǎ de pǎun; brâuri în torsadǎ. Face parte dintr-un set de trei piese. | Muzeul „Vasile Pârvan”, Bârlad | Cimec    |
|      | Ceșcuță             | Datare: Sec. XVIII-XIX Școală: Atelier turcesc Material: Argilǎ; modelatǎ, ștampilatǎ, vernis, lustruitǎ, parțial aurit                             | Ceșcuță din argilǎ, cu motiv decorativ în formǎ de coadǎ de pǎun și geometric; brâuri în torsadǎ; face parte dintr-un set de trei piese. | Muzeul „Vasile Pârvan”, Bârlad | Cimec    |
|      | Zaharniță           | Datare: Sec. XVIII-XIX Școală: Atelier chinezesc Material: Porțelan; modelare; pictat camaieu albastru ușor în relief, smǎlțuit; argint; turnat     | Zaharniță din porțelan decorat cu motive florale și geometrice repartizate pe trei registre, cu capac argint; face parte dintr-un ansamblu de douǎ piese. | Muzeul „Vasile Pârvan”, Bârlad | Cimec    |
|      | Ceainic             | Datare: Sec. XVIII-XIX Școală: Atelier chinezesc Material: Porțelan; modelare; smǎlțuit; pictat camaieu albastru; capac din argint, turnat, cizelat | Ceainic din porțelan cu picturǎ camaieu albastru ușor în relief, motive florale și geometrice repartizate pe trei registre, ansa, toarta și capacul din argint (turnat, gravat, cizelat); face parte dintr-un ansamblu de douǎ piese. | Muzeul „Vasile Pârvan”, Bârlad | Cimec    |
|      | Cafetieră           | Datare: Sec. XVIII-XIX Școală: Atelier turcesc Material: Argilǎ; modelare, vernis, ștampilare, lustruire, parțial aurit                             | Cafetieră: argilǎ, modelare, vernis, lustruire, ștampilat, parțial aurit, picior înalt, cioc de turnare ascuțit, toartǎ rotundǎ, motiv în formǎ de coadǎ de pǎun; de culoare neagrǎ. Pe corpul vasului medalion canafi în formǎ de stea cu opt colțuri, în mijloc medalion aurit; în centru are un oval aurit cu inscripții. Face parte dintr-un set de trei piese. | Muzeul „Vasile Pârvan”, Bârlad | Cimec    |
|      | Vas                 | Datare: Sec. XVIII-XIX Școală: Atelier chinezesc Material: Porțelan; modelat; smǎlțuit; pictat, camaieu albastru                                    | Vas fațetat decorat cu motive animaliere în repaus și mișcare; motive florale, geometrice; marcat pe talpǎ scriere cu caractere chinezești înscrise într-un cerc. | Muzeul „Vasile Pârvan”, Bârlad | Cimec    |
|      | Vas cu capac        | Datare: Sec. XVIII-XIX Școală: Atelier japonez Material: Porțelan; modelat, smǎlțuire, pictat în relief înalt                                       | Vas cu capac pictat în relief ușor sub smalț; policrom; scene de gen în peisaj, motive florale; sub gât însemne astrale. | Muzeul „Vasile Pârvan”, Bârlad | Cimec    |
|      | Vas                 | Datare: Sec. XIX Școală: Atelier chinezesc Material: Porțelan; modelat, smǎlțuit, pictat policrom, aplicații                                        | Vas cu gâtul înalt, porțelan, modelat, pictat policrom, aplicații, smǎlțuit; scena de pe corpul vasului, în bandǎ continuǎ, sugereazǎ un interior, deși nu are pereți despǎrțitori; în scenǎ personaje, mese, biblioteci, cǎrți, truse; pe gât motive florale și aplicate șopârle și maimuțe; are pereche (inv. D/458). | Muzeul „Vasile Pârvan”, Bârlad | Cimec    |
|      | Vas                 | Datare: Sec. XIX Școală: Atelier chinezesc Material: Porțelan; modelat, smǎlțuit, pictat policrom, aplicații                                        | Vas cu gâtul înalt, porțelan, modelat, pictat policrom, aplicații, smǎlțuit; scena de pe corpul vasului, în bandǎ continuǎ, sugereazǎ un interior, deși nu are pereți despǎrțitori; în scenǎ personaje, mese, biblioteci, cǎrți, truse; pe gât motive florale și aplicate șopârle și maimuțe; are pereche (inv. D/457). | Muzeul „Vasile Pârvan”, Bârlad | Cimec    |
|      | Flacon              | Datare: 1837 Școală: Atelier țǎrile române Material: Cositor; turnat, gravat, cizelat                                                               | Flacon din cositor cu gura filetatǎ, lipsǎ cǎpǎcelul de înșurubare; pentru ținut praf de pușcǎ; scene decorative bogate: central Sfântul Gheorghe omorând balaurul, motiv floral în maniera barocului transilvǎnean; anul 1837 este înscris în câmpul medalionului central; litere slavone. Lipsă capacul. | Muzeul „Vasile Pârvan”, Bârlad | Cimec    |
|      | Flacon              | Datare: Sec. XIX Școală: Atelier țǎrile române Material: Cositor; turnat, gravat, cizelat                                                           | Flacon pentru praf de pușcǎ cu gurǎ filetatǎ, lipsǎ cǎpǎcelul de înșurubare, motive decorative vegetale și florale stufoase în medalion, sus scut cu vultur; surmontat de coroanǎ, sigle slavone; ușor deteriorat în lateral. | Muzeul „Vasile Pârvan”, Bârlad | Cimec    |
|      | Pafta               | Datare: Sec. XVIII Școală: Atelier sud-dunărean Material: Argint; turnat, ciocǎnit, gravat                                                          | Pafta alcǎtuitǎ din trei pǎrți, cu decor bogat, flori, vrejuri, meandre, 3 medalioane amplasate central reprezentând arhitecturi în relief înalt; deschiderea 30 cm. | Muzeul „Vasile Pârvan”, Bârlad | Cimec    |
|      | Vas                 | Datare: Sec. XVII-XVIII Școală: Atelier japonez Arita Material: Porțelan; modelat; smǎlțuit; pictat                                                 | Vas cu douǎ anse și capac; pictat ușor în relief cu scene de gen și motive florale și vegetale pe fond roșu, sub buzǎ și la bazǎ motive geometrice în bandǎ continuǎ; marcat pe fund, scriere cu caractere japoneze cu negru într-un pǎtrat; ușor rupt la buzǎ. | Muzeul „Vasile Pârvan”, Bârlad | Cimec    |
|      | Medalion            | Datare: Sec. XVIII Școală: Atelier oriental Material: Argint; alamǎ, turnat. cizelat, filigran, turcoaze                                            | Medalion relicvar bǎtut cu turcoaze. | Muzeul „Vasile Pârvan”, Bârlad | Cimec    |
|      | Evantai             | Datare: Sec. XVIII-XIX Școală: Atelier chinezesc Material: Fildeș sculptat, trafor, hârtie pictatǎ în culori de apǎ, fildeș pictat                  | Evantai din fildeș sculptat cu motive bogate în trafor; ambele laturi de la închiderea plicaturii din fildeș sculptat în relief foarte înalt cu figuri surprinse în scene de gen; pe hârtie picturǎ în culori de apǎ, cu scene de gen; fețele miniaturale ale tuturor personajelor sunt din fildeș sculptat și pictat, aplicat. | Muzeul „Vasile Pârvan”, Bârlad | Cimec    |
|      | Ceșcuță             | Datare: Sec. XVIII-XIX Școală: Atelier chinezesc; Fukien Material: Porțelan; Blanc de Chine                                                         | Ceșcuță sub formǎ de lotus, cu o cadențǎ elegantǎ a alveolelor evazate la buzǎ, porțelan Blanc de Chine, translucid, de culoarea cretei, acoperit cu o glazurǎ ușor strǎlucitoare; pe peretele unei alveole imprimatǎ scriere cu caractere chinezești; are pereche (inv. D/469). | Muzeul „Vasile Pârvan”, Bârlad | Cimec    |
|      | Ceșcuță             | Datare: Sec. XVIII-XIX Școală: Atelier chinezesc; Fukien Material: Porțelan; Blanc de Chine                                                         | Ceșcuță sub formǎ de lotus, cu alveole evazate la buzǎ, porțelan Blanc de Chine, translucid, de culoarea cretei, acoperit cu o glazurǎ ușor strǎlucitoare; pe peretele unei alveole imprimatǎ scriere cu caractere chinezești; are pereche (inv. D/469). | Muzeul „Vasile Pârvan”, Bârlad | Cimec    |
|      | Cană cu capac       | Datare: 1739 Școală: Atelier transilvǎnean Material: Cositor; turnare, gravare, cizelare                                                            | Cană cu capac din cositor; pe corp gravat un heruvim cu hlamidǎ; în lateral inscripționate pe douǎ coloane cu majuscule: GEORGIUS – WACHTER; JOHANNES – KEISER; THOMAS – GOBLELL; GEORGIUS – BIRST; capacul mult bombat, în formǎ de calote sferice inegale, suprapuse și cu o streașinǎ latǎ; butonul din trei discuri inegale, terminate cu o sferǎ de mici dimensiuni; șarniera din douǎ discuri suprapuse și cu un brâu pronunțat la punctul de contact; toarta decoratǎ, turnatǎ, motive florale și vegetale: lalea, bujor, arabesc și frunze; toartǎ terminatǎ în scut decupat; datat pe capac 1739.        | Muzeul „Vasile Pârvan”, Bârlad | Cimec    |
|      | Cană cu capac       | Datare: Sec. XVIII Școală: Atelier transilvǎnean Material: Cositor; turnare, gravare, cizelare                                                      | Cană cu capac din cositor; corpul tronconic; talpa bombatǎ și un mic cioc de turnare; capacul plan cu o ușoarǎ ridicǎturǎ pe mijloc, fǎrǎ buton; sarnierǎ simplǎ în formǎ siglei S; toartǎ simplǎ, are ștanțatǎ stema Brașovului; neîncadratǎ în scut și siglele L-W; în interiorul capacului incizate siglele H-D; fǎrǎ elemente de decor. Cana este remarcabilǎ prin suplețea formei datǎ de echilibrul pǎrților componente, cu deosebire compunerea torții și sarniera. | Muzeul „Vasile Pârvan”, Bârlad | Cimec    |
|      | Cană cu capac       | Datare: 1784 Școală: Atelier transilvǎnean Material: Cositor; turnare, gravare, cizelare                                                            | Cană cu capac cu corpul cilindric; talpǎ bombatǎ sub formǎ de clopot; capac bombat fǎrǎ buton; sarnierǎ compusǎ din douǎ discuri suprapuse; toartǎ simplǎ, nedecoratǎ; central, pe corpul cǎnii se aflǎ douǎ scuturi de formǎ ovalǎ; pe unul se aflǎ douǎ sǎbii încrucișate; ambele scuturi sub un pavilion prins într-o coroanǎ, cǎptușitǎ cu herminǎ, motiv realizat prin ștanțare, în zig-zag; pe capac siglele IGE și anul 1784 gravat pe capac; trei mǎrci în interiorul capacului, parțial lizibile reprezentând un scut cu un leu ridicat pe labele din spate și un altul cu siglele IFF încadrând un pom. | Muzeul „Vasile Pârvan”, Bârlad | Cimec    |
|      | Caserolă            | Datare: Sec. XVIII-XIX Școală: Atelier țările române Material: Alamǎ argintatǎ, parțial aurit                                                       | Caserolă din alamǎ argintatǎ, parțial aurit. Motive decorative meandrice, vegetale, florale, geometrice așezate în registre delimitate de ove mari. | Muzeul „Vasile Pârvan”, Bârlad | Cimec    |
|      | Tavă                | Datare: Sec. XVIII-XIX Școală: Atelier țǎrile române Material: Argint, ciocǎnit, gravat, cizelat, parțial aurit                                     | Tavă decorativǎ cu scenă bataistǎ în relief înalt (D = 65/55 cm; G = 1,480 kg; TL 800). | Muzeul „Vasile Pârvan”, Bârlad | Cimec    |
|      | Cercel              | Datare: Sec. XVIII Școală: Atelier sud-dunǎrean Material: Argint, ciocǎnire, filigran, cizelare                                                     | Cercei pereche din argint cu corpul în formǎ de cilindru curbat acoperit cu perle din argint; G = 29,7 gr; TL 750. | Muzeul „Vasile Pârvan”, Bârlad | Cimec    |
|      | Pafta               | Datare: Sec. XVIII Școală: Atelier sud-dunǎrean Material: Argint, turnat, ciocǎnit, gravat, cizelat, aurit                                          | Pafta formatǎ din trei pǎrți, douǎ sub formǎ de scoicǎ, cea din mijloc sub formǎ de fundǎ pe care sunt trei monturi înalte cu două pietre (albastrǎ, verde) și una lipsǎ; decorată cu meandre, torsadǎ, flori, vrejuri, ghirlande. | Muzeul „Vasile Pârvan”, Bârlad | Cimec    |
|      | Tavă                | Datare: Sec. XVIII-XIX Școală: Atelier japonez Material: Metal cloisonné                                                                            | Platou din metal realizat în tehnica cloisonné (D = 61 cm); central luptǎ între douǎ pǎsǎri; pe bordurǎ motive vegetale, meandrice. | Muzeul „Vasile Pârvan”, Bârlad | Cimec    |
|      | Cordon cu paftale   | Datare: Sec. XVIII-XIX Școală: Atelier sud-dunǎrean Material: Metal; turnare, ajur, cizelare                                                        | Cordon cu paftale format din șapte moduli ajurați, dublați de plǎci din bronz; aceștia sunt întrerupți de 8 moduli ajurați cu marginile festonate ca și primii, nedublați; paftaua la ambele capete este compusǎ din câte trei moduli fixați pe o placǎ de bronz. | Muzeul „Vasile Pârvan”, Bârlad | Cimec    |
|      | Cordon cu paftale   | Datare: Sec. XVIII-XIX Școală: Atelier turcesc Material: Bronz, argint; turnare, niello, filigranare, aurit                                         | Cordon cu paftale constituit din 14 moduli, flexibili prin intermediul balamalelor; fiecare modul are ca motiv central un medalion din argint cu un repertoriu decorativ nielat reprezentând arhitecturi, flori, motiv geometric în rețea; paftaua cu marginile ondulate și cu un motiv sub formǎ de fundǎ realizat în filigran. | Muzeul „Vasile Pârvan”, Bârlad | Cimec    |
|      | Cordon cu paftale   | Datare: Sec. XVIII-XIX Școală: Atelier sud-dunărean Material: Bronz, pietre, postav, ajur; turnare, cizelare, aurit                                 | Cordon cu paftale compus din 30 de moduli fixați pe un postav roșu, permițându-i flexibilitatea; paftalele, realizate în aceeași tehnicǎ și împodobite cu 21 de pietre de culoare roșu și verde, în monturi ușor înǎlțate; mecanismul de închidere defect; motivul decorativ bogat, din meandre, florale închise în formǎ dreptunghiularǎ. | Muzeul „Vasile Pârvan”, Bârlad | Cimec    |
|      | Brâu                | Datare: Sec. XVIII Școală: Atelier dalmatin Material: Piele, metal, agat, comalinde; gravare, turnare, ajurare                                      | Brâu cu pafta: piele gravatǎ; cu aplicații din metal turnat, decor bogat ajur, reprezentând în centru spirala; 37 de agate mari cornalinde (4,5 x 2,9), în monturi înalte din metal; paftaua din metal în formǎ de cruce pe care sunt aplicate cinci monturi cu agat de dimensiuni diferite | Muzeul „Vasile Pârvan”, Bârlad | Cimec    |
|      | Pafta               | Datare: Sec. XVIII Școală: Atelier sud-dunărean Material: Argint; turnat, ciocǎnit                                                                  | Pafta cu motive decorative bogate: meandre, flori, vrejuri, funde, pǎsǎri. | Muzeul „Vasile Pârvan”, Bârlad | Cimec    |
|      | Tavă                | Datare: Sec. XVIII Școală: Atelier italian; Urbino Material: Ceramicǎ modelatǎ; smǎlțuire, pictat                                                   | Platou din ceramicǎ decorat cu scenǎ de gen în peisaj; meandre, vrejuri, moscheron, ghirlande cu fructe, amorași, portret de tânǎrǎ în medalion. | Muzeul „Vasile Pârvan”, Bârlad | Cimec    |
|      | Brâu                | Datare: Sec. XVIII Școală: Atelier transilvănean Material: Catifea, paftale, bronz; broderie cu fir de metal galben, turnare, aurire                | Brâu cu paftale: catifea mov (L = 95 cm, LA = 6 cm) peste care s-a așezat o țesǎturǎ brodatǎ cu fir de metal galben; pe toatǎ lungimea, la distanțe egale sunt fixate 10 monturi din bronz aurit, în patru registre, așezate în formǎ de con, cu multe motive florale și cruce, terminate cu monturǎ cu șase rubine roșii fațetate și patru lapis lazuli; paftalele din bronz, turnat, motiv cu ajur din flori, vrejuri, meandre, aurit (L = 21 cm; LA = 5,5 cm). | Muzeul „Vasile Pârvan”, Bârlad | Cimec    |
|      | Tavă                | Datare: Sec. XVIII Școală: Atelier german Material: Cositor; turnare, cizelare                                                                      | Platou din cositor de formǎ rotundǎ; puternic adâncit, marginea arcuitǎ în sus, spre buza îngustǎ, ondulatǎ, în formǎ de acolade; pe fundul vasului un scut cu marginile puternic decupate; pe scut un grifon redat în mișcare violentǎ, mult în relief. | Muzeul „Vasile Pârvan”, Bârlad | Cimec    |
|      | Brâu                | Datare: Sec. XVIII Școală: Atelier transilvǎnean Material: Catifea, țesǎturǎ brodatǎ cu fir, argint, turnat, aurit, pietre roșii fațetate           | Brâu cu paftale: catifea mov ușor degradatǎ, pe care s-a aplicat o țesǎturǎ brodatǎ cu fir de metal galben peste care s-au fixat opt monturi din metal aurit, în formǎ de con, margini festonate, motive meandrice și cruce, terminate cu rubine roșii fațetate, perle de metal, paftaua din argint turnat (L = 25 cm; LA = 7 cm), ajur, cizelat, aurit, bogat ornamentate, torsadǎ; motive florale boboci, vrejuri, meandre; ambele pǎrți ale paftalei au un poinson dreptunghiular, parțial șters, lizibile siglele A G (L = 103 cm; LA = 7 cm).                                                                | Muzeul „Vasile Pârvan”, Bârlad | Cimec    |
|      | Brâu                | Datare: Sec. XVIII Școală: Atelier transilvǎnean Material: Catifea, pafta; țesǎturǎ brodatǎ cu fir, bronz aurit                                     | Brâu cu paftale: catifea (L = 110 cm; LA = 12,5 cm) pe care s-a aplicat o broderie din fir de metal alb; întǎritǎ cu postav în interior; paftalele (L = 19 cm; LA = 4,5 cm): metal aurit, turnat, ajur cu bogate ornamente florale, vrejuri, meandre, torsadǎ pe margini; 10 monturi din metal aurit, cu margini ajurate, în formǎ de con, terminate cu tot atâtea rubine roșii nefațetate; nemarcat. | Muzeul „Vasile Pârvan”, Bârlad | Cimec    |
|      | Brâu                | Datare: Sec. XVIII Școală: Atelier transilvǎnean Material: Catifea, pafta, bronz; broderie cu fir de metal, turnare, aurire                         | Brâu cu paftale: catifea mov (L = 97 cm, LA = 7 cm) peste care s-a așezat o țesǎturǎ brodatǎ cu fir de metal galben; paftale, bronz turnat, ajur, aurit (L = 20 cm, LA = 5,5 cm), un motiv decorativ în ajur, flori, boboci, vrejuri, meandre, torsadǎ; pe suprafața brâului sunt aplicate 12 monturi din argint aurit, turnat, în registre sub formǎ de con, bogat decorate, terminate cu rubine roșii. | Muzeul „Vasile Pârvan”, Bârlad | Cimec    |
|      | Sipet de valori     | Datare: Sec. XVII Școală: Atelier transilvǎnean Material: Fier; turnat, aplicații                                                                   | Sipet de valori cu motiv geometric sub formǎ de împletiturǎ, aplicații de butoni, motiv meandric la cheie, torți laterale, picioare sub formǎ de bulb. | Muzeul „Vasile Pârvan”, Bârlad | Cimec    |
|      | Vas                 | Datare: Sec. XVIII-XIX Școală: Atelier iranian Material: Ceramicǎ; modelatǎ; pictat policrom sub glazură                                            | Vas clondir cu corp bombat, gâtul înalt și strâmt; pe corp scenǎ cu douǎ personaje în peisaj cu arhitecturi și bolți în ogivǎ; semn creștin (crucea latinǎ). | Muzeul „Vasile Pârvan”, Bârlad | Cimec    |
|      | Birou               | Datare: Sec. XVIII Școală: Atelier italian Material: Faianțǎ; modelare, smǎlțuire, pictat policrom                                                  | Piesă de birou smǎlțuitǎ pe toate suprafețele; partea dorsalǎ cu cracluri; pictatǎ policrom; motiv heraldic, ghirlandǎ cu vrejuri cu ghindǎ; lateral câte un mâner în torsadǎ; benzi în rețea decupatǎ. | Muzeul „Vasile Pârvan”, Bârlad | Cimec    |